# 종이 절단기
종이 절단기(paper cutter)는 사무실이나 교실에서 흔히 발견되는 도구이다. 복수의 종잇장을 한번에 정확한 직선으로 자르기 위해서 개발된 것으로, 일종의 작두처럼 기능한다.

## 같이 보기
- 가위